# Amtsgericht Sulzbach-Rosenberg
Das Amtsgericht Sulzbach-Rosenberg (bis 1934 Amtsgericht Sulzbach) war ein von 1879 bis 1973 bestehendes bayerisches Gericht der ordentlichen Gerichtsbarkeit mit Sitz in der Stadt Sulzbach-Rosenberg in Bayern.

## Geschichte
Das Gebiet um Amberg gehört schon seit dem 14. Jahrhundert zu Bayern bzw. zu den wittelsbachischen Linien Pfalz-Neuburg und Pfalz-Sulzbach. Im Jahre 1803 wurden auf dem Gebiet des heutigen Landkreises Amberg-Sulzbach die Landgerichte Amberg und Sulzbach errichtet. Sie gehörten ab 1808 zum Regenkreis (Hauptstadt Straubing, ab 1810 Regensburg). Im Jahre 1809 wurde Amberg eine kreisunmittelbare Stadt. Im Jahre 1838 wurde zusätzlich das Landgericht Vilseck gebildet. Alle drei Landgerichte gehörten dann zur Oberpfalz. Im Jahre 1862 wurden aus den Landgerichten älterer Ordnung Amberg und Vilseck das Bezirksamt Amberg und aus dem Landgericht Sulzbach das Bezirksamt Sulzbach als Verwaltungsbehörde gebildet. Das Landgericht blieb als Gerichtsbehörde bestehen und wurde mit der Einführung des Gerichtsverfassungsgesetzes 1879 in das Amtsgericht Sulzbach umgebildet. Nachdem 1934 die Stadt Sulzbach mit der Nachbargemeinde Rosenberg zusammengelegt wurde und nunmehr einen Doppelnamen führte, wurde auch das Amtsgericht in „Amtsgericht Sulzbach-Rosenberg“ umbenannt. Nach der Gebietsreform in Bayern wurde 1973 auch das Amtsgericht in Sulzbach-Rosenberg aufgelöst und dem Amtsgericht Amberg zugeordnet.